# تشين براندو
تشين براندو (بالفرنسية: Cheyenne Brando)‏ هي عارضة فرنسية، ولدت في 20 فبراير 1970 في تاهيتي في فرنسا، وتوفيت في 16 أبريل 1995 في بوناويا في فرنسا بسبب شنق.